# Правило Міранди

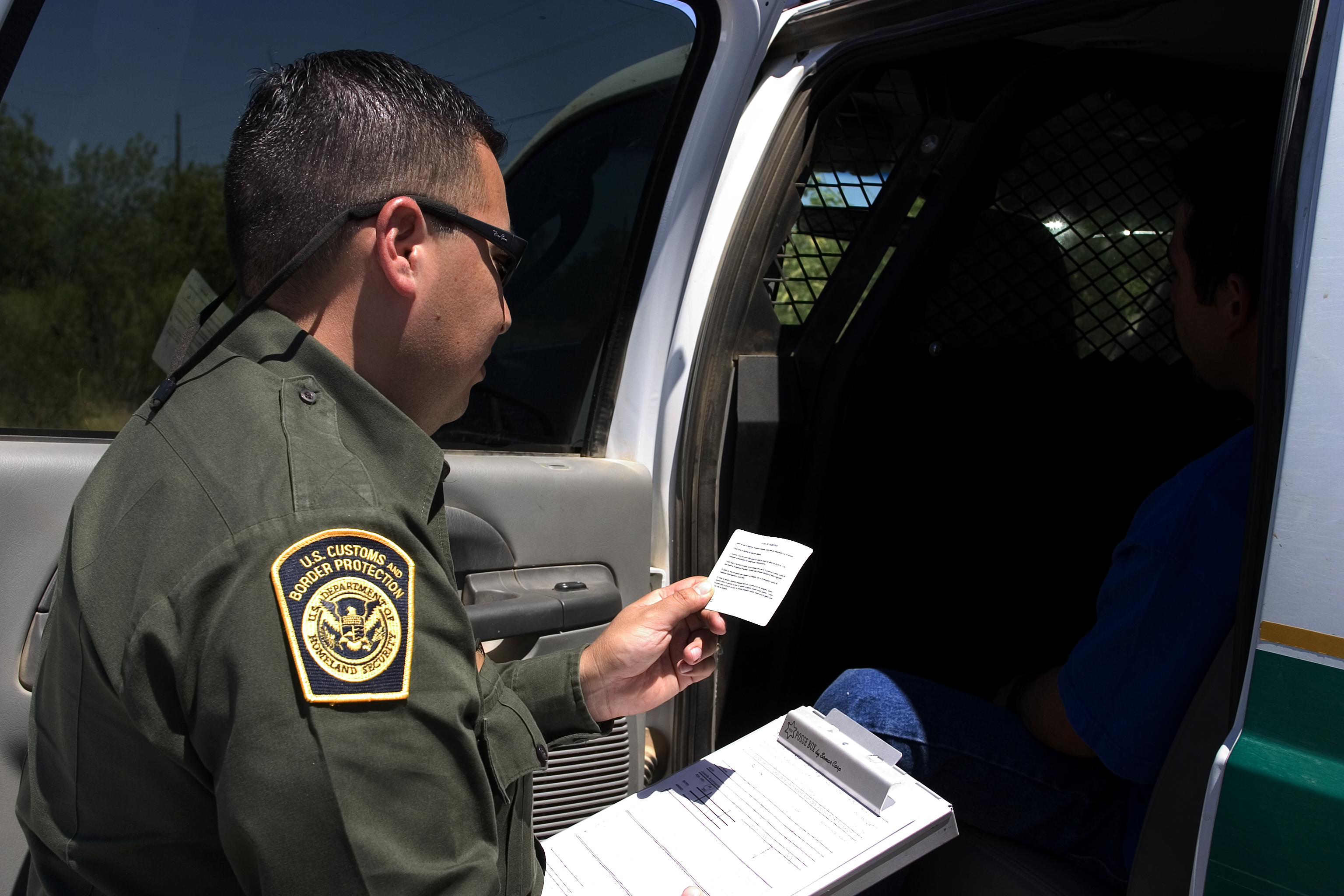
Американський прикордонник зачитує затриманому права

Правило Міранди (англ. Miranda warning) — правило, обов'язкове в Сполучених Штатах Америки та у деяких інших країнах, згідно з яким під час арешту людині, яку арештовують, повинні бути роз'яснені її права і вона має відповісти, що розуміє ці права. Все сказане затриманим до цього не може вважатися доказом.
Згідно з П'ятою поправкою до Конституції США (що надає право проти самого засудження) кожному надається право зберігати мовчання. Згідно з Шостою кожен заарештований має право скористатися послугами адвоката, а також має бути повідомлений про причини затримання.
Подібні правила також діють в Австралії, Великій Британії, Ізраїлі, Іспанії, Канаді, Нідерландах, Новій Зеландії, Німеччині, ПАР, Таїланді, Україні, Філіппінах, Франція, Швейцарії та в інших країнах.

## Формулювання
Формулювання відрізняються в залежності від правоохоронного органу. Найбільш поширеним є:

Ви маєте право зберігати мовчання. Будь-що сказане Вами може бути, і буде використане проти Вас у суді. Ви маєте право на адвоката. Якщо Ви не можете собі дозволити адвоката, він буде наданий вам державою. Чи Ви розумієте ці права?
Оригінальний текст (англ.)
You have the right to remain silent. Anything you say can and will be used against you in a court of law. You have the right to an attorney. If you cannot afford an attorney, one will be appointed for you by state. Do you understand these rights?

## Історія
13 березня 1963 Ернесто Міранда був заарештований відділенням поліції Фінікса за підозрою у викраденні та зґвалтуванні вісімнадцятирічної дівчини. Після двох годин допиту Міранда підписав зізнання в зґвалтуванні, причому у формулярі була написана типова фраза:

Я підтверджую, що я зробив цю заяву добровільно та за власним бажанням, без будь-яких погроз, примусу чи обіцянок імунітету та з повною обізнаністю моїх законних прав, розуміючи, що будь-яка заява, зроблена мною, може бути використана проти мене.
Оригінальний текст (англ.)
I do hereby swear that I make this statement voluntarily and of my own free will, with no threats, coercion, or promises of immunity, and with full knowledge of my legal rights, understanding any statement I make may be used against me.

Але Міранді не було повідомлено ані про право на адвоката, ані про право зберігати мовчання, ані про те, що його заява буде використана проти нього. У ході судового процесу, коли сторона обвинувачення висунула зізнання як доказ, адвокат підсудного Елвін Мур сказав, що через це зізнання не було справді добровільним і тому має бути відхиленим. Суд відхилив заяву адвоката та засудив Міранду до 20-30 років ув'язнення. Мур подав апеляцію до Верховного суду штату Аризона, стверджуючи, що зізнання Міранди було неповністю добровільним і не повинно було бути прийнято в судовому розгляді. Верховний суд Аризони підтвердив рішення суду першої інстанції, але згодом це рішення скасував Верховний Суд США, що й зумовило впровадження правила Міранди.

## ДумкаВерховного Суду
Голова Верховного суду Ерл Воррен, колишній прокурор, провадив думку Суду, що вказує що враховуючи примусовий (через острах) характер допиту особи, яка перебуває під вартою поліції, ніякого зізнання не може бути прийнятне під клаузулою про саме засудження у 5-ій конституційній поправці й права на адвоката у 6-ій конституційній поправці, якщо підозрюваному не було повідомлено про його права і підозрюваний потім відмовився від них.